# Martinskirche (Steinenbronn)

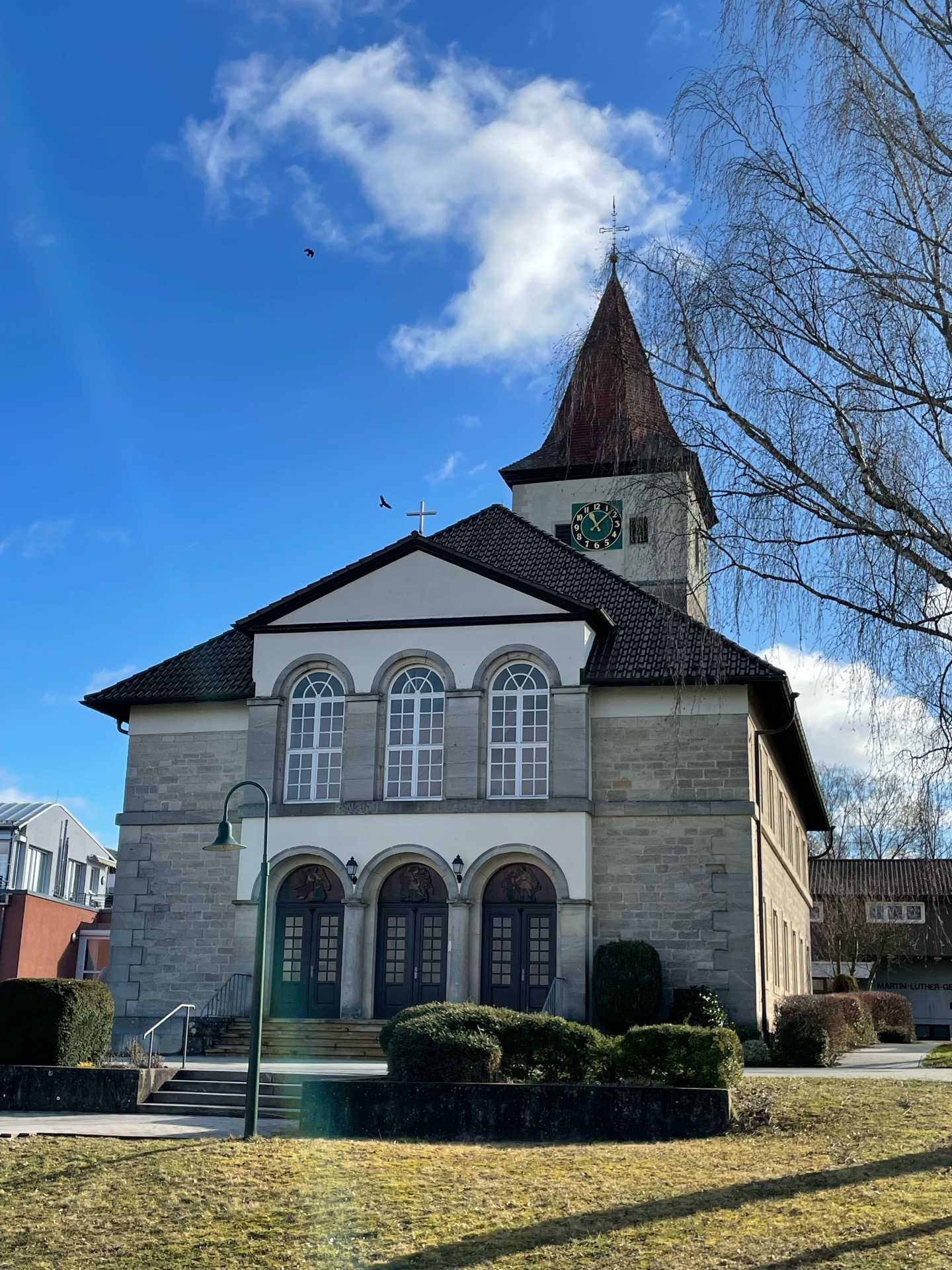
Martinskirche in Steinenbronn

Die evangelische Martinskirche ist die Pfarrkirche von Steinenbronn, einer Gemeinde im Landkreis Böblingen in Baden-Württemberg. Das Bauwerk ist beim Landesamt für Denkmalpflege Baden-Württemberg als Baudenkmal eingetragen. Die Kirchengemeinde gehört zum Kirchenbezirk Böblingen der Evangelischen Landeskirche in Württemberg.

## Beschreibung
Der mittelalterliche Kirchturm der 1470 gebauten Wehrkirche wurde 1780/81 mit einem Geschoss aufgestockt, das die Turmuhr und den Glockenstuhl beherbergt, und mit einem Knickhelm bedeckt. An ihn wurde 1839 nach Westen nach einem Entwurf eines Baubeamten des Kreises das Langhaus angebaut. Die drei Portale, über denen Reliefs von Helmuth Uhrig angebracht sind, befinden sich im Westen in einem vorgelagerten Risalit, der dreiachsig im Rundbogenstil mit Arkaden gestaltet ist. Im Zweiten Weltkrieg wurde die Kirche völlig zerstört und 1947 bis 1949 nach einem Entwurf von Werner Klatte wieder aufgebaut. Dabei wurde der Innenraum des Langhauses zum Erdgeschoss des Kirchturmes hin geöffnet. Die Kirchenausstattung entstand in der Nachkriegszeit.